# Rollentrainer

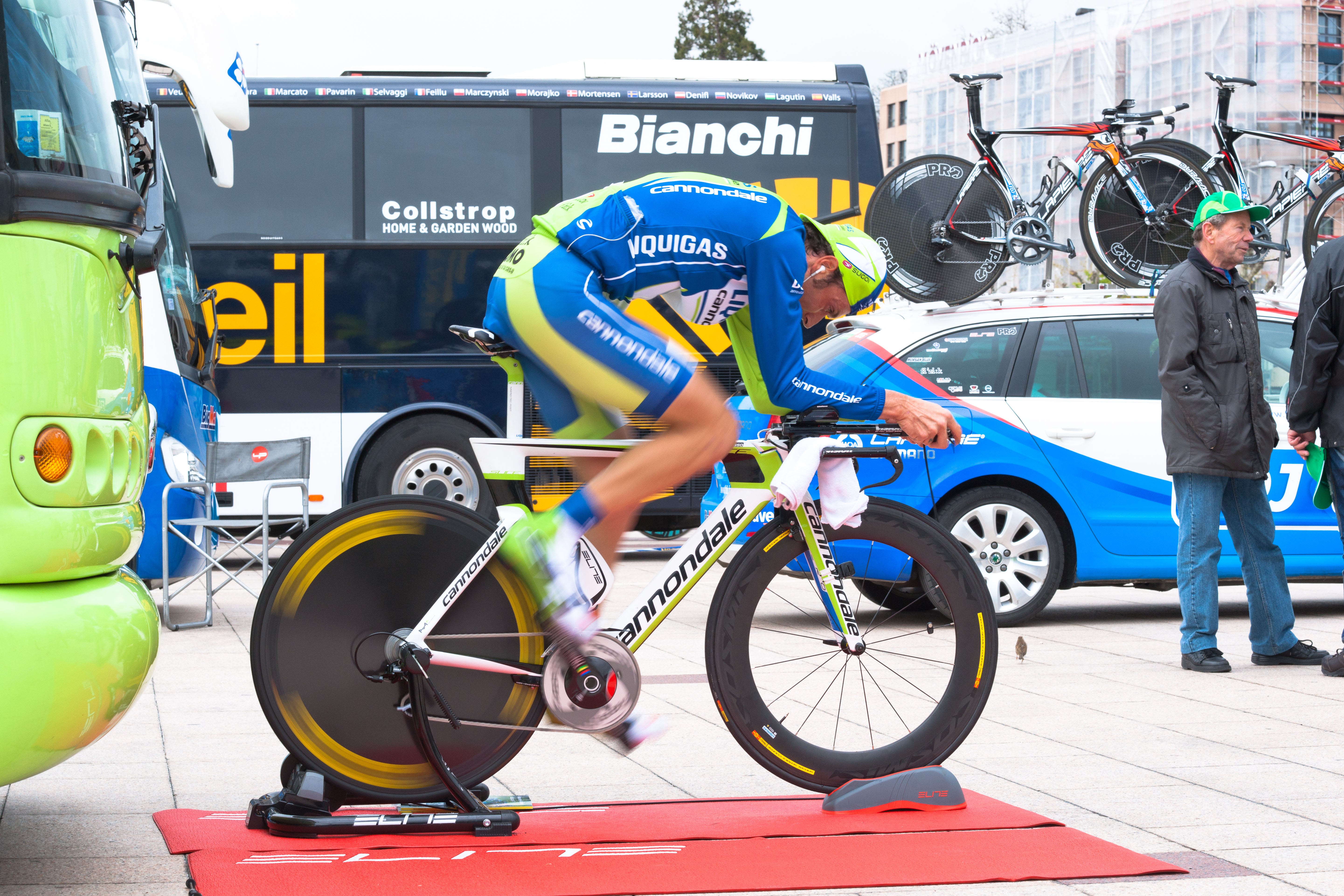
Ivan Basso fährt sich vor der Tour de Romandie auf einem Rollentrainer ein

Ein Rollentrainer, auch Trainingsrolle oder kurz Rolle genannt, ist ein Gerät, mit dem stationär auf einem Fahrrad gefahren werden kann und dient als Trainings- und Aufwärmgerät im Radsport. Es wird auch zur Austragung von Rennen verwendet.
Es unterscheidet sich vom Fahrradergometer, bei dem die Kraft direkt von der Tretlagerwelle auf die Bremsvorrichtung und die Messvorrichtungen übertragen wird und vom gebräuchlichen Fahrrad nur der Sattel, der Lenker und die Tretkurbeln mit den Pedalen übernommen worden sind.

## Geschichte

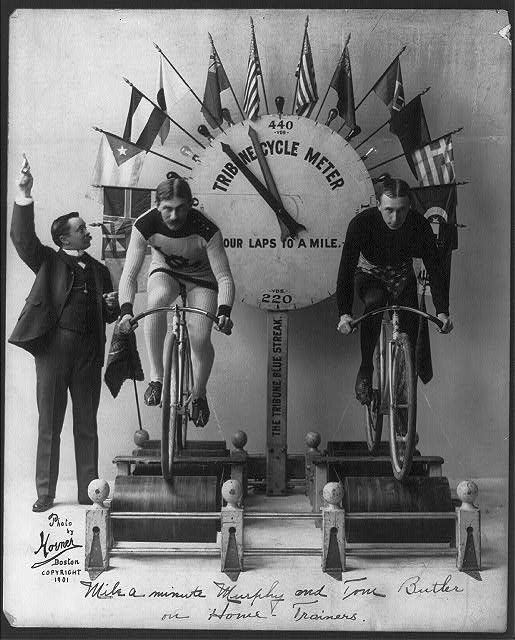
Charles Murphy (links) und Tom Butler (rechts) bei einem Wettkampf auf der freien Rolle (ca. 1901)

Fahrradtrainer gibt es spätestens seit 1884, anfänglich noch im Stil eines Hochrads, bei dem ein metallenes Rad als Schwungmasse diente. Bereits 1890 waren Geräte mit verstellbarer Übersetzung und einer Glocke, die nach regelmäßigen Distanzintervallen läutete, erhältlich und wurden für Training und Wettkämpfe verwendet. Hierbei handeltet es sich noch um eigenständige Geräte, die eher einem Fahrradergometer entsprechen.
Freie Rollen wurden spätestens ab Mitte der 1890er Jahre gebaut, um Fahrräder vor der Übergabe an den Kunden testen zu können. Bereits früh wurden diese mit einer Distanzmessung versehen und auch als Heimtrainer und Wettkampfgerät verwendet. 1893 wurde Charles Murphy von der der League of American Wheelmen ausgeschlossen, da er für einen Rollenwettkampf nach einer Bezahlung gefragt und dadurch seinen Amateurstatus verletzt habe.
Noch 1896 beschrieb die amerikanische Zeitung The Morning Times einen Trainer nach Art einer freien Rolle als „einzigartige Maschine“.
Seit Mitte der 2010er Jahre bieten Dienste über die Einbindung von smarten Rollenrainern Radfahren in einer simulierten Umgebung an, in denen auch mit anderen Personen trainiert und Rennen gefahren werden können. Die Popularität dieser Angebote stieg insbesondere während der COVID-19-Pandemie deutlich an. 2020 wurden erstmals E-Sport-Regularien von der UCI veröffentlicht, im gleichen Jahr wurde aufgrund der pandemiebedingten Verschiebung der Hauptveranstaltung eine zusätzliche virtuelle Tour de France abgehalten. Ebenso haben sich eigene Ligen und Meisterschaften gebildet.

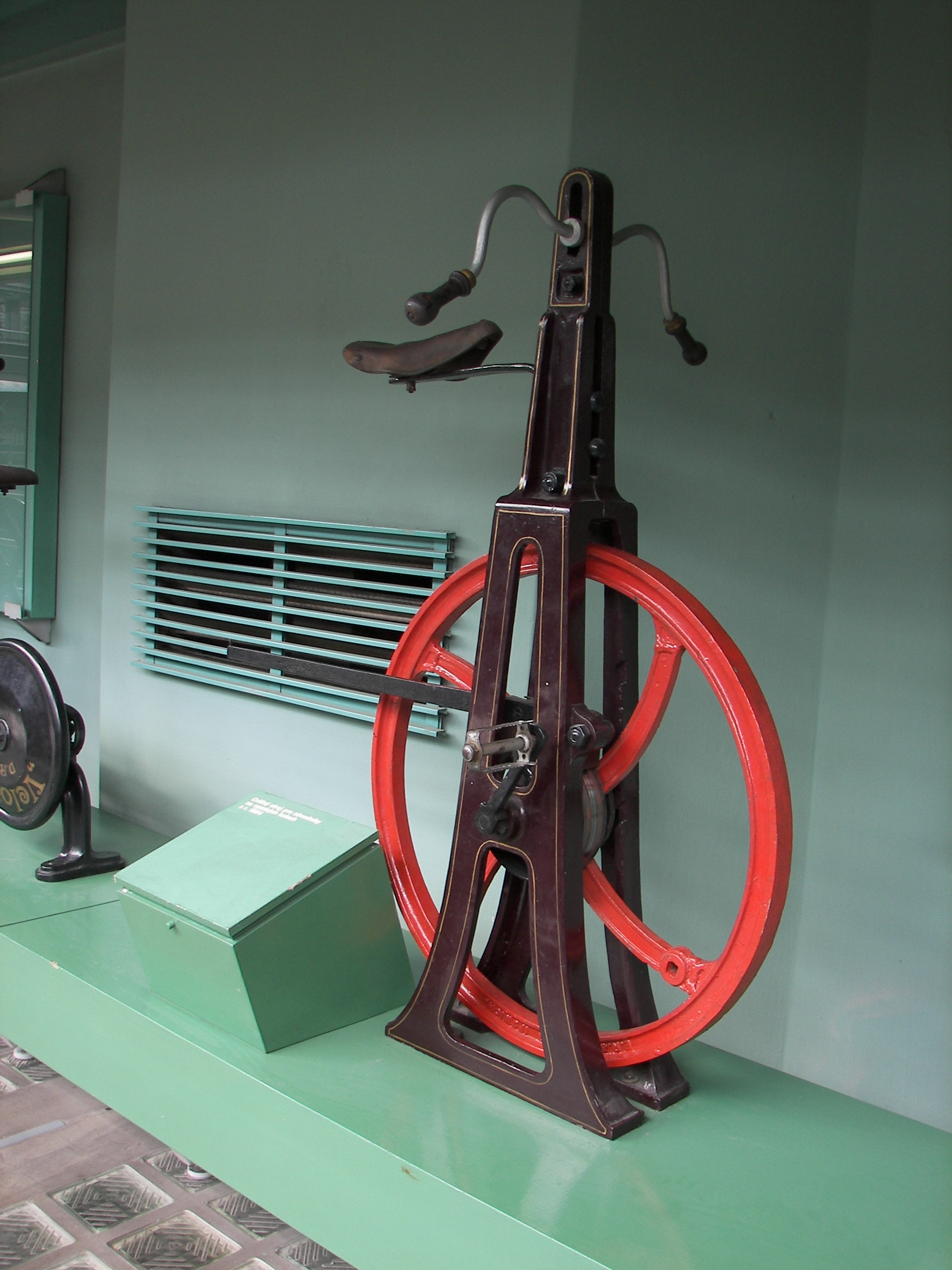
Trainer nach Art eines Hochrads (1884)
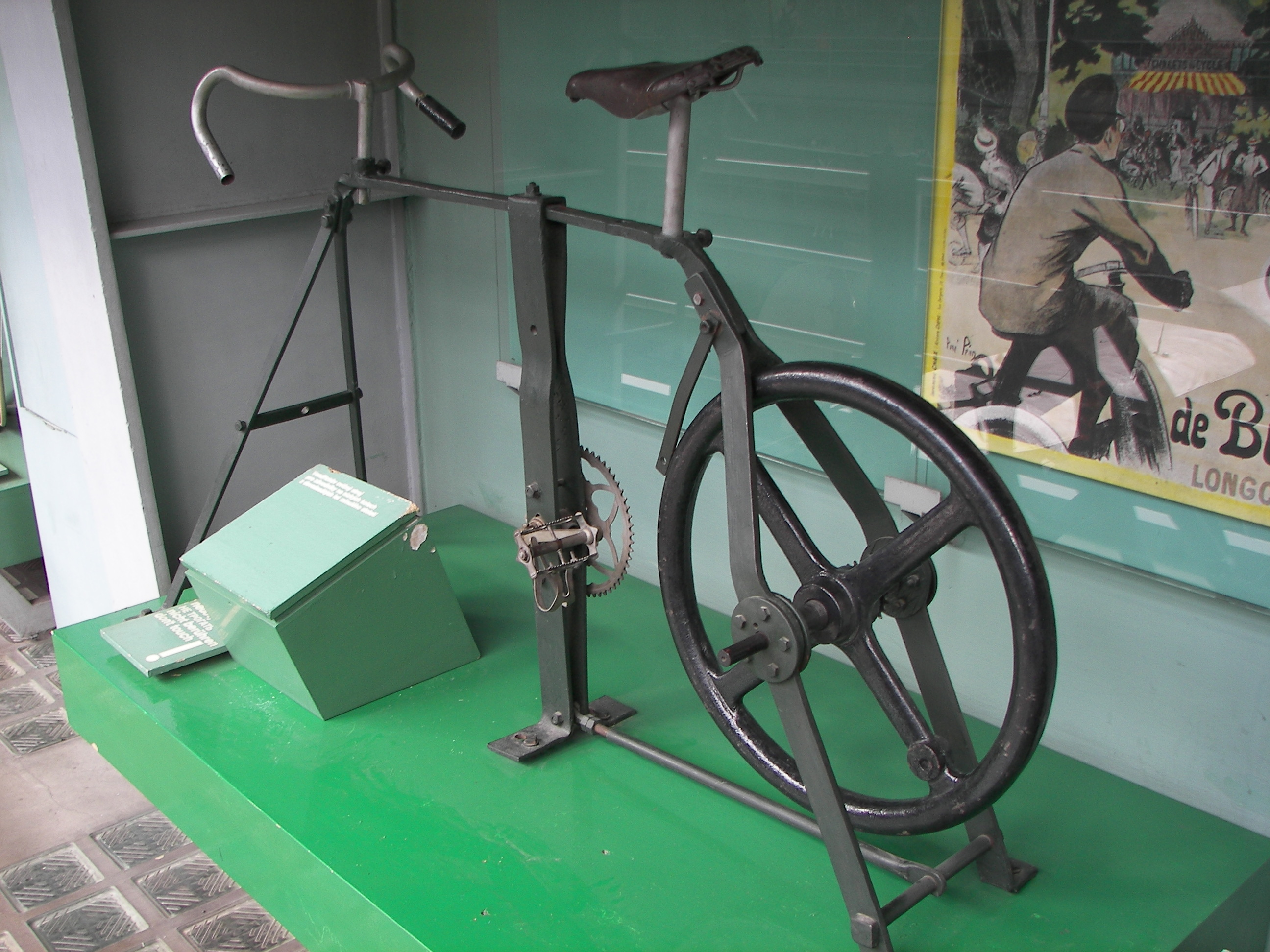
Heimtrainer (1890 – 1899)
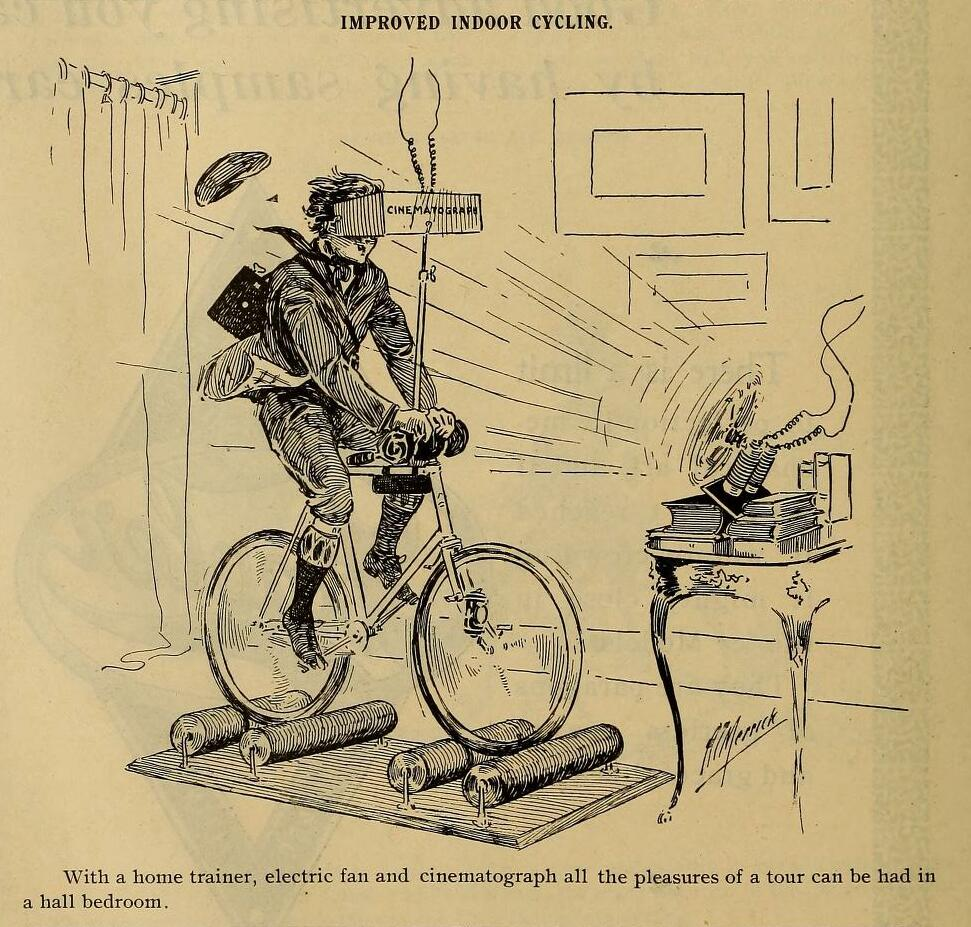
Cartoon eines Radfahrers mit einer Art Virtual-Reality-Headset (1897)
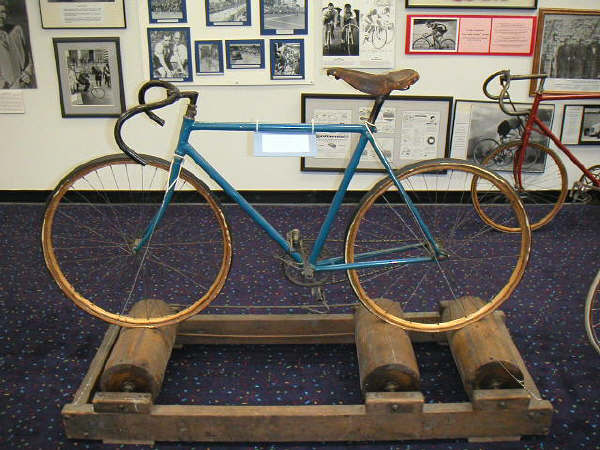
Historische freie Rolle (Datum unbekannt)
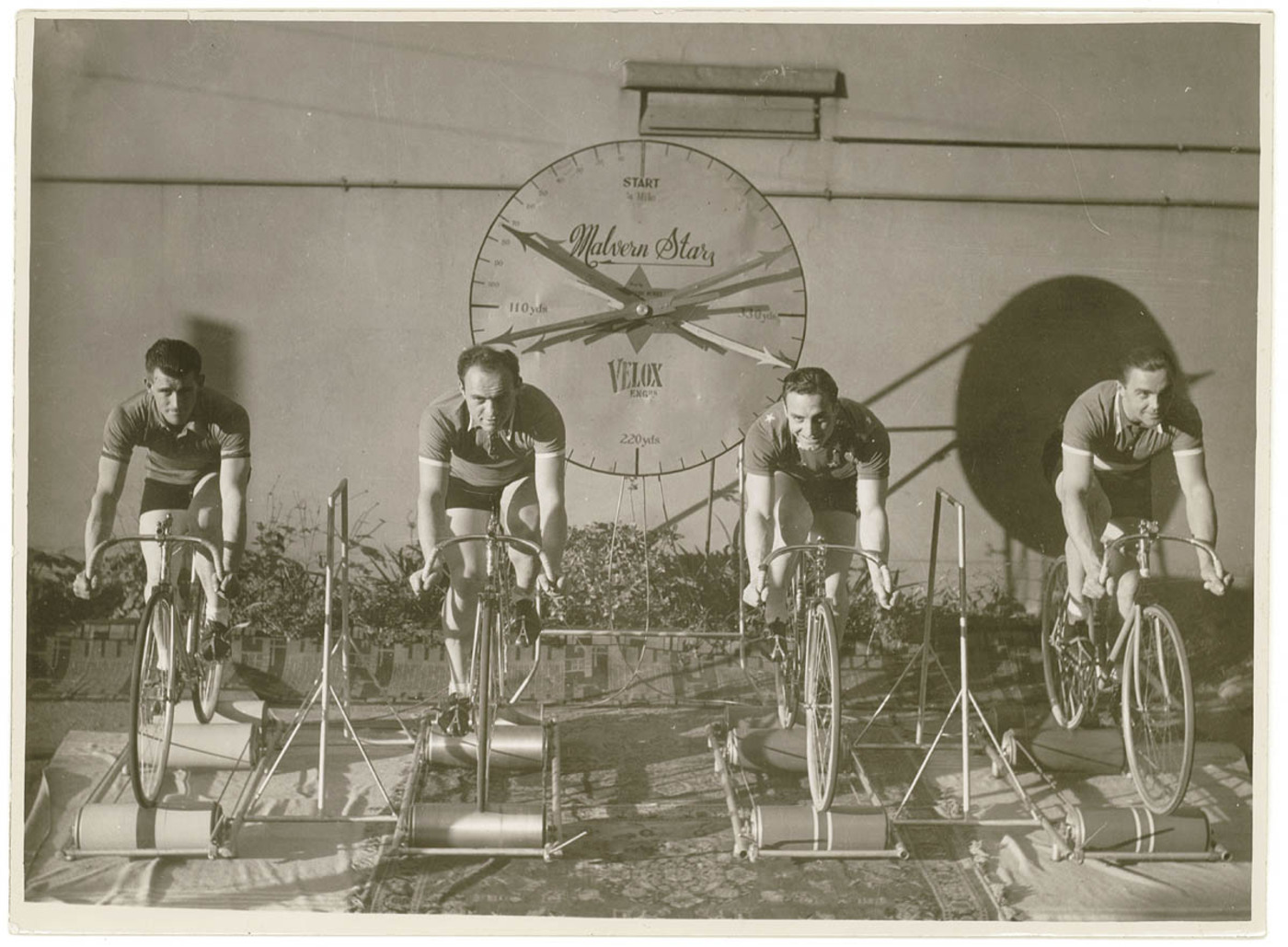
Vier Radfahrer bei einem Wettkampf (1925 – 1940)
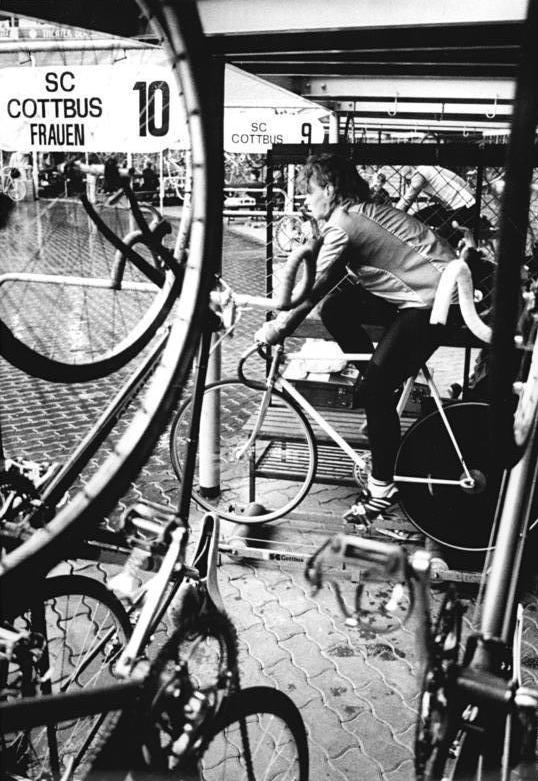
Annett Neumann wärmt sich auf einer freien Rolle auf (1989)

## Funktion
Ein Rollentrainer ermöglicht es, mit einem handelsüblichen Fahrrad „auf der Stelle“ zu fahren. Über das Hinterrad oder die Kassette wird ein Widerstand gegen die Tretleistung des Fahrers aufgebracht. Beim Einsatz als Trainingsgerät können über die Verstellung des Widerstands verschiedene Steigungen simuliert werden. Aufgrund des fehlenden Fahrtwindes wird meist ein Ventilator zur Kühlung verwendet.

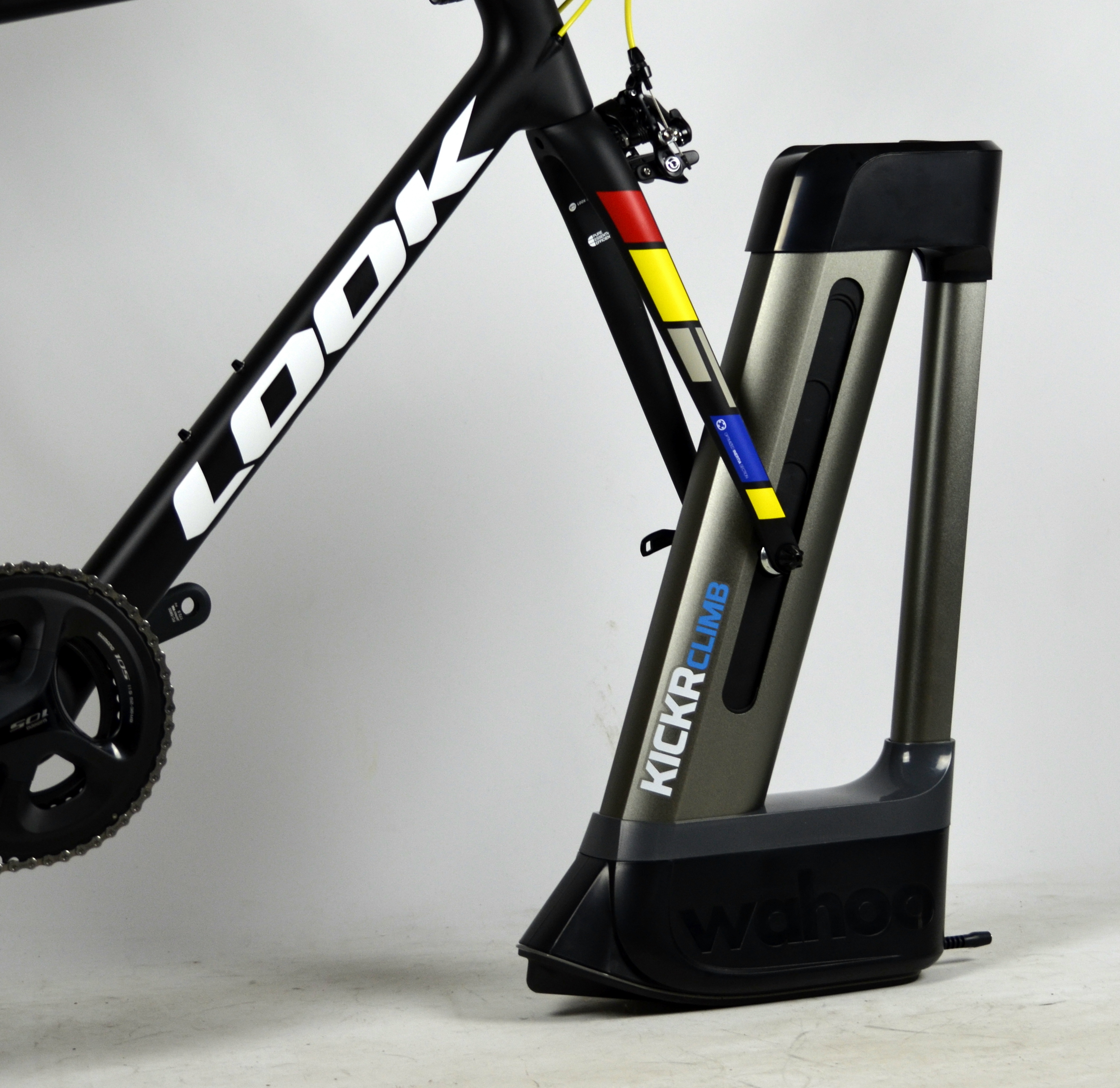
Steigungssimulator

Über spezielle Vorderradhalterungen können Lenkbewegungen übertragen werden sowie Steigungen und Gefälle simuliert werden.
Er findet Verwendung im Hobby- und Profibereich Verwendung zum Aufwärmen, als Trainingsgerät und um bei schlechter Witterung eine Alternative zum Radfahren im Freien zu sein. Trainer können auch zur Optimierung der Sitzposition genutzt werden.

### Konnektivität
Smarttrainer können mit Sensoren und Internetdiensten verbunden werden und verfügen meist über einen Direktantrieb. Die meist über Bluetooth oder ANT+ eingebundenen Sensoren können beispielsweise die Leistung oder Herz- und Trittfrequenz während der Fahrt erfassen und in Programme einspeisen, gleichermaßen kann ein Computer den Widerstand des Rollentrainers variieren. Ebenso können Ventilatoren angesteuert werden, um die Stärke des Luftstroms an Geschwindigkeit oder Herzfrequenz anzupassen.
Über Plattformen wie Zwift können so Rennen und Ausfahrten in einer dreidimensionalen, virtuellen Umgebung alleine oder mit anderen Personen abgehalten werden. Dafür muss die Tretleistung entweder direkt vom Rollentrainer oder über ein separates Powermeter gemessen werden.

## Typen

### Freie Rolle

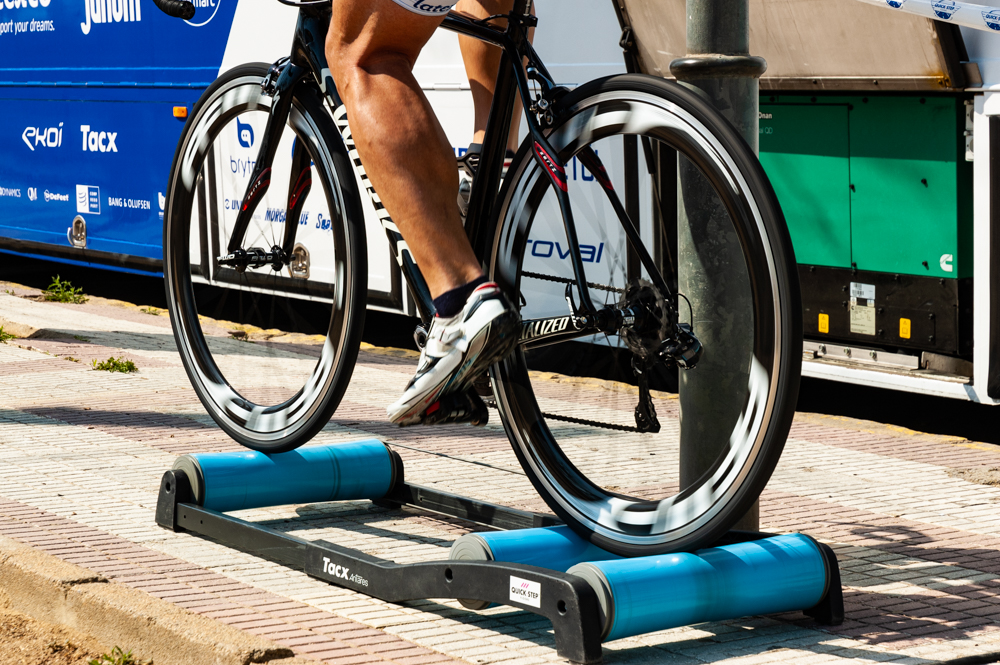
Freie Rolle

Diese Trainer bestehen aus drei parallelen Rollen, von denen eine als Auflage für das Vorderrad und zwei für das Hinterrad dienen. Das Fahrrad wird dabei nicht fixiert, ist also „frei“. Das Fahren auf einer freien Rolle erfordert Übung, um die Balance zu halten.

### Feste Rolle

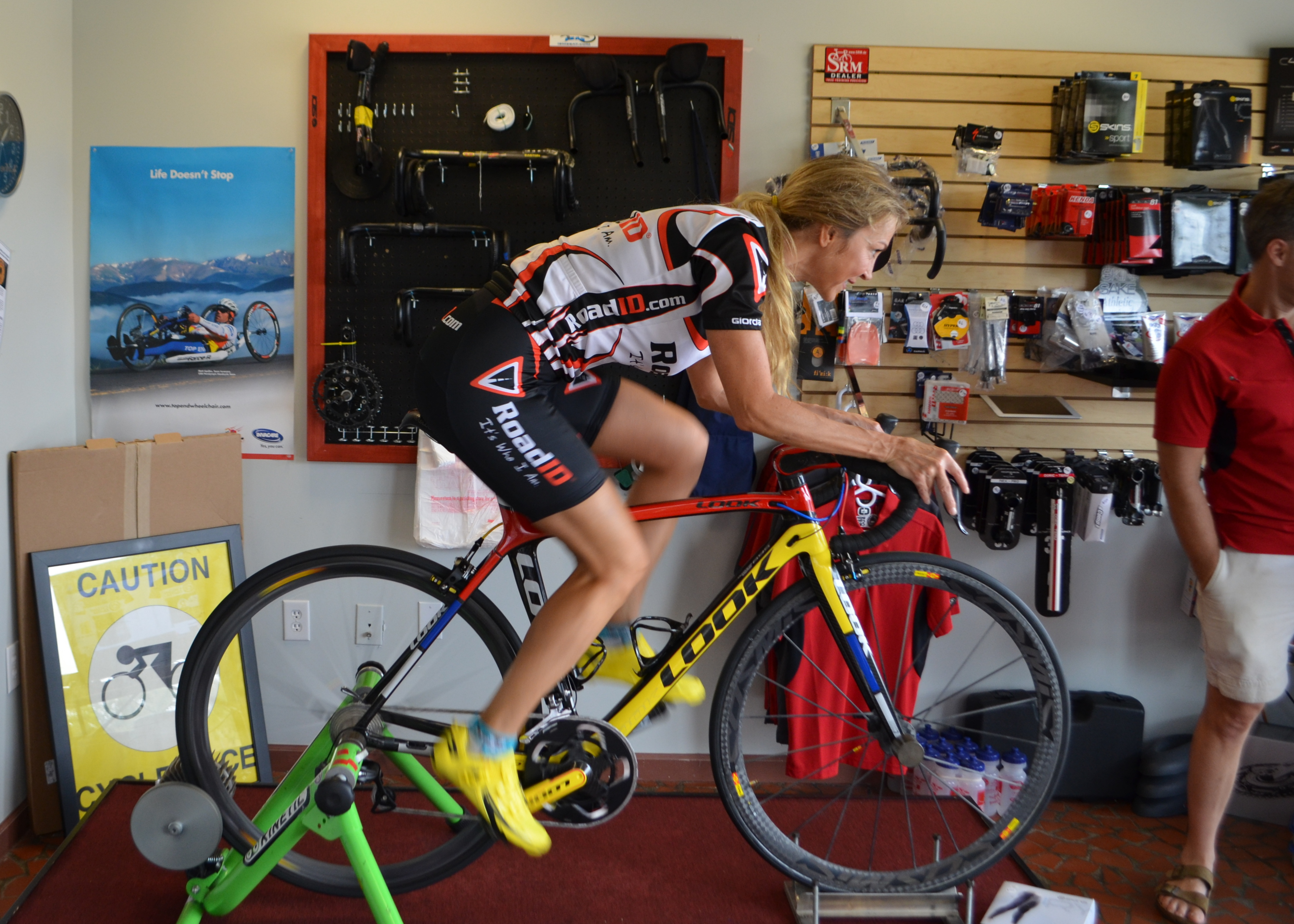
Feste Rolle

Bei der festen Rolle wird die Hinterradachse waagerecht fixiert und das Laufrad an eine Rolle angepresst, über die ein Widerstand vermittelt wird. Da das Hinterrad vom Boden angehoben werden muss, wird zur Nivellierung häufig auch ein Vorderradständer verwendet. Durch die Arretierung der Laufräder muss das Gleichgewicht wesentlich weniger genau gehalten werden.
Da der Reifen bei der festen Rolle stets in der Mitte Kontakt hat, erhöht sich der Verschleiß deutlich. Speziell für den Rollentrainereinsatz konzipierte Mäntel sind langlebiger und verursachen ein leiseres Abrollgeräusch.
Es gibt verschiedene Verfahren, um bei einer festen Rolle einen Tretwiderstand erzeugen:
Luft
Über den Trainer wird ein Ventilator angetrieben, welcher gegen den Luftwiderstand gedreht werden muss. Die Widerstandsintensität steigt mit der Geschwindigkeit an, ist jedoch in der Regel nicht einstellbar und der Luftstrom erzeugt einen hohen Geräuschpegel.
Flüssigkeit
Ein Rotor dreht in einer Flüssigkeit, üblicherweise Öl, und erzeugt dadurch ebenfalls einen Strömungswiderstand. Sie ähneln Trainern mit Luftwiderstand, sind jedoch deutlich leiser.
Permanentmagnet
Nach dem Prinzip der Wirbelstrombremse entsteht der Widerstand durch die Rotation einer Metallplatte neben einem Permanentmagneten. Über eine Verstellung der Distanz zwischen den Platten kann der Widerstand angepasst werden, teilweise auch während des Trainings über eine Lenkerarmatur oder einen Computer.
Elektromagnet
Hier wird das Magnetfeld durch einen Elektromagneten erzeugt. Dies ermöglicht eine rasche, computergestützte Kontrolle des Widerstands. Diese Bauweise wird vor allem bei smarten und höherpreisigen Modellen verwendet. Zum Betrieb ist in der Regel eine Stromversorgung notwendig.

### Direktantrieb

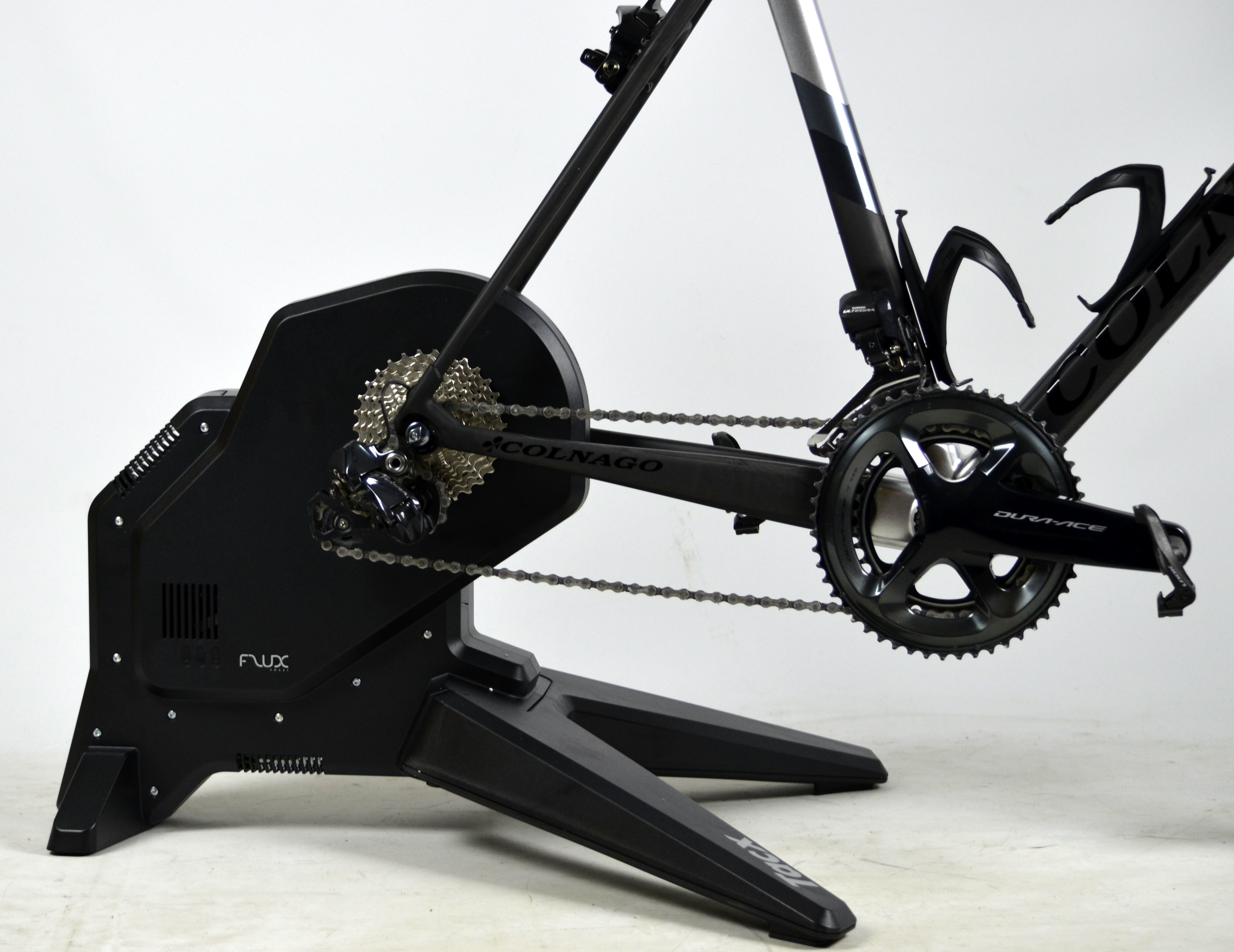
Trainer mit Direktantrieb

Ein Rollentrainer mit Direktantrieb (auch englisch Direct Drive oder Wheel Off) ersetzt das Hinterrad und ist mit einer eigenen Kassette bestückt. Häufig verfügen sie über smarte Funktionen und eine Leistungsmessung. Im Vergleich zur festen Rolle benötigen sie mehr Platz und sind in der Regel teurer. Da der Kontakt zwischen Reifen und einer Rolle entfällt und der Widerstand fast immer elektromagnetisch erzeugt wird, sind sie im Betrieb besonders leise.